# Acronicta apennina
Acronicta apennina là một loài bướm đêm trong họ Noctuidae.